# Henneguya neapolitana
Henneguya neapolitana is een microscopische parasiet uit de familie Myxobolidae. Henneguya neapolitana werd in 1912 beschreven door Parisi. 